# Иллиасу, Хассан
Хассан Иллиасу (англ. Hassan Illiassou; род. 22 сентября 1966) — нигерский легкоатлет, выступавший в беге на короткие дистанции. Участник летних Олимпийских игр 1992 года.

## Биография
Хассан Иллиасу родился 22 сентября 1966 года.
В 1992 году вошёл в состав сборной Нигера на летних Олимпийских играх в Барселоне. В беге на 100 метров в 1/8 финала занял 5-е место, показав результат 10,73 секунды и уступив 0,18 секунды попавшему в четвертьфинал с 3-го места Жану-Оливье Зириньону из Кот-д’Ивуара.
В 1994 году выбыл в четвертьфинале бега на 100 метров на Франкофонских играх во Франции.
В 1995 году участвовал в чемпионате мира в помещении в Барселоне, где в беге на 60 метров показал предпоследний, 49-й результат (7,49). В том же году был заявлен в беге на 100 метров на чемпионате мира в Гётеборге, но не вышел на старт.

## Личный рекорд
- Бег на 100 метров — 10,3 (1994)[6]